# Ла-Мотт-де-Галор
Ла-Мотт-де-Гало́р, Ла-Мотт-де-Ґалор (фр. La Motte-de-Galaure) — колишній муніципалітет у Франції, у регіоні Овернь-Рона-Альпи, департамент Дром. Населення — 774 осіб (2011).
Муніципалітет розташований на відстані близько 450 км на південний схід від Парижа, 65 км на південь від Ліона, 30 км на північ від Валанса.

## Історія
До 2015 року муніципалітет перебував у складі регіону Рона-Альпи. Від 1 січня 2016 року належить до нового об'єднаного регіону Овернь-Рона-Альпи.
1-1-2022 Ла-Мотт-де-Галор і Мюрей було об'єднано в новий муніципалітет Сен-Жан-де-Галор.

## Демографія
Динаміка населення (INSEE ):
Розподіл населення за віком та статтю (2006):
| Стать | Всього | До 15 років | 15-24 | 25-44 | 45-64 | 65-85 | Понад 85 |
| --- | ------ | ----------- | ----- | ----- | ----- | ----- | -------- |
| Чоловіки | 306    | 109         | 8     | 63    | 78    | 48    | 0        |
| Жінки | 348    | 85          | 4     | 94    | 75    | 78    | 12       |
| \| Статево-вікова піраміда \| Статево-вікова піраміда \| Статево-вікова піраміда \| \| ----------------------- \| ----------------------- \| ----------------------- \| \| Чоловіки \| Вік \| Жінки \| \| 0 \| 85 + \| 12 \| \| 0 \| 80-84 \| 20 \| \| 16 \| 75-79 \| 12 \| \| 16 \| 70-74 \| 23 \| \| 16 \| 65-69 \| 23 \| \| 12 \| 60-64 \| 16 \| \| 27 \| 55-59 \| 23 \| \| 12 \| 50-54 \| 16 \| \| 27 \| 45-49 \| 20 \| \| 20 \| 40-44 \| 20 \| \| 16 \| 35-39 \| 35 \| \| 23 \| 30-34 \| 31 \| \| 4 \| 25-29 \| 8 \| \| 4 \| 20-24 \| 0 \| \| 4 \| 15-20 \| 4 \| \| 35 \| 10-14 \| 27 \| \| 31 \| 5-9 \| 31 \| \| 43 \| 0-4 \| 27 \| |        |             |       |       |       |       |          |
| Статево-вікова піраміда |        |             |       |       |       |       |          |
| Чоловіки | Вік    | Жінки       |       |       |       |       |          |
| 0 | 85 +   | 12          |       |       |       |       |          |
| 0 | 80-84  | 20          |       |       |       |       |          |
| 16 | 75-79  | 12          |       |       |       |       |          |
| 16 | 70-74  | 23          |       |       |       |       |          |
| 16 | 65-69  | 23          |       |       |       |       |          |
| 12 | 60-64  | 16          |       |       |       |       |          |
| 27 | 55-59  | 23          |       |       |       |       |          |
| 12 | 50-54  | 16          |       |       |       |       |          |
| 27 | 45-49  | 20          |       |       |       |       |          |
| 20 | 40-44  | 20          |       |       |       |       |          |
| 16 | 35-39  | 35          |       |       |       |       |          |
| 23 | 30-34  | 31          |       |       |       |       |          |
| 4 | 25-29  | 8           |       |       |       |       |          |
| 4 | 20-24  | 0           |       |       |       |       |          |
| 4 | 15-20  | 4           |       |       |       |       |          |
| 35 | 10-14  | 27          |       |       |       |       |          |
| 31 | 5-9    | 31          |       |       |       |       |          |
| 43 | 0-4    | 27          |       |       |       |       |          |

## Економіка
2010 року серед 465 осіб працездатного віку (15—64 років) 352 були активними, 113 — неактивними (показник активності 75,7%, у 1999 році було 70,0%). З 352 активних мешканців працювало 314 осіб (153 чоловіки та 161 жінка), безробітними було 38 (21 чоловік та 17 жінок). Серед 113 неактивних 41 особа була учнем чи студентом, 47 — пенсіонерами, 25 були неактивними з інших причин.

У 2010 році в муніципалітеті числилось 306 оподаткованих домогосподарств, у яких проживали 749,0 особи, медіана доходів виносила 17 272 євро на одного особоспоживача